# 克雷格·安德森
克雷格·安德森（英語：Craig Anderson，1980年10月30日—），澳大利亚男子棒球运动员。他曾代表澳大利亚参加2000年和2004年夏季奥林匹克运动会棒球比赛，其中2004年奥运会获得一枚银牌。